# 罕富成
罕富成（？—1945），傣族，第三任勐角董土千总，于1939年继任。第二次世界大战佤山抗日斗争中，罕富成的勐角董土司武装被编为耿沧支队第二大队。罕富成无子嗣，1945年逝世后，土千总由其弟罕富民继任。
| 前任： 罕华相 | 勐角董土司 1939年—1945年 | 繼任： 罕富民 |